# قسم ليراوي الأوسط الريفي (مقاطعة ديلم)
قسم ليراوي الأوسط الريفي (بالفارسية: دهستان لیراوی میانی) هي منطقة ريفية تقع في Imam Hassan District في إيران. يقدر عدد سكانها بـ 464 نسمة .